# 도자카촌
도자카촌(遠阪村)은 효고현 히카미군에 설치되었던 촌이다. 현재의 단바시에 해당한다.

## 역사
- 1889년 4월 1일 - 정촌제 시행에 의해 5촌의 구역을 가지고 성립하였다.
- 1955년 4월 1일 - 사지정, 시구라촌, 도자카촌과 합병해, 아오가키정이 성립, 동일 아시다촌은 폐지되었다.

## 교통

### 도로
현재는 구촌지역에 기타긴키 도요사카 유로도로 도자카램프가 소재하지만 당시엔 미개통 

## 참고문헌
- 角川日本地名大辞典 28 兵庫県